# إعادة التنمية المستدامة
تُعد إعادة التنمية المستدامة المذهب الذي تستطيع الدولة أو المنظمة أو الفرد من خلاله العمل على إعادة خلق الحالة الاجتماعية-الاقتصادية المحققة قبل وقوع حدث تفكيكي أثناء دعم الممارسات المستدامة والبيئية. يستند هذا المذهب إلى الاقتصاد في إطار حماية البيئة. يمكن عادةً، من خلال زيادة رأس المال الابتدائي، إنشاء نظام أقل استهلاكًا للطاقة، وأقل تبديدًا للموارد وأقل تكلفة عمومًا للصيانة على المدى الطويل. ويمكن من خلال إعادة التنمية المستدامة، تحقيق كفاءة استخدام الطاقة على المدى الطويل، بالإضافة إلى تقليل انبعاثات الغازات الدفيئة كثيرًا.
يمكن أن تكتسب إعادة التنمية المستدامة أهمية كبرى، في إطار المثل العليا لبناء الأمة. تُعد البلدان التي تمر بمرحلة ما بعد الكوارث في وضع فريد للتعامل مع نظم المثل العليا هذه. في هذا السياق، تكمن الفكرة من وراء البدء في إعادة التنمية المستدامة بعد الصدمة في أن البنية التحتية الأساسية تكون قد دُمرت أو تضررت، وبالتالي يكون الوضع مثاليًا لتحقيق الفرص الكامنة في هذا الوضع.

## خلفية
ترتبط التنمية وإعادة التنمية المستدامتان ارتباطًا وثيقًا، وقد شاركت العديد من المنظمات ضمنيًا في التنمية المستدامة. لا يختلف هذا النوع من التنمية، بعكس إعادة التنمية، عن التطبيق لمسألة محددة. تُعد التنمية المستدامة شكلًا من أشكال التنمية تتعايش مع أشكال التنمية الموجودة.
رغم أن أنظمة التجديد على المستوى الصغير/ المحلي غير منتشرة عالميًا، هناك العديد من المؤسسات التي تشارك في التنمية المستدامة، يمكن نقلها نظريًا إلى إعادة التنمية. تتحدث المادة 12 من بروتوكول كيوتو عن «آليات مرنة». تسمح هذه الآليات للبلدان التي صدقت على بروتوكول كيوتو بخفض انبعاثاتها الإجمالية من خلال أكثر الوسائل اقتصادًا، وبالطبع، بالنسبة لذلك البلد. من الناحية النظرية، يمكن توجيه هذه الآليات نحو إعادة تنمية ما بعد الصدمة.

## الأمم المتحدة
توفر شعبة الأمم المتحدة للتنمية المستدامة «القيادة والمصدر الرسمي للخبرة داخل منظومة الأمم المتحدة بشأن التنمية المستدامة». كانت شعبة التنمية المستدامة أساسية في وضع سياسات مثل جدول أعمال القرن 21 وخطة جوهانسبرغ للتنفيذ. أعلنت الأمم المتحدة أن «إدارة إعادة الإعمار المستدامة توفر العديد من الفوائد البيئية والمالية وفوائد السلامة».

## البنك الدولي
يعمل البنك الدولي على مشاريع التنمية المستدامة من خلال إحدى مجموعاته الداخلية، وهي شبكة التنمية المستدامة. تعمل هاتان المجموعتان معًا لتوفير القطاعات الرئيسية للتنمية المستدامة: «الزراعة والتنمية الريفية، والطاقة، والنقل، والمياه، والبيئة، والتنمية الحضرية، والتنمية الاجتماعية، والنفط، والغاز، والتعدين، والمواد الكيميائية، وتكنولوجيا المعلومات والاتصالات والأنشطة دون الوطنية».

## معهد المخاطر الطبيعية
أنتج مركز معلومات أبحاث وتطبيق المخاطر الطبيعية التابع لجامعة كولورادو في بولدر عملًا حفز عملية إعادة التنمية المستدامة بعد الكوارث. وضحوا في كتابهم «التعافي الشامل من الكوارث»، «المبادئ الستة للاستدامة».

## المبادئ الستة للاستدامة
1. الحفاظ على نوعية حياة المقيمين وتعزيزها إن أمكن. 2. تعزيز الحيوية الاقتصادية المحلية. 3. ضمان المساواة الاجتماعية بين الأجيال. 4. المحافظة على الجودة البيئية وتحسينها إن أمكن. 5. تضمين القدرة على مواجهة الكوارث والتخفيف من حدتها. 6. استخدام عملية بناء توافق الآراء والمشاركة عند اتخاذ القرارات.